# Episodi di Ransom (terza stagione)
La terza stagione della serie televisiva Ransom, composta da 13 episodi, è stata trasmessa sul canale statunitense CBS, dal 16 febbraio al 25 maggio 2019.
In Italia la stagione è stata trasmessa in prima visione assoluta sul canale Rai 4 dal 19 al 27 novembre 2020.
| nº | Titolo originale         | Titolo italiano           | Prima TV USA     | Prima TV Italia  |
| -- | ------------------------ | ------------------------- | ---------------- | ---------------- |
| 1  | Justice                  | Giustizia                 | 16 febbraio 2019 | 19 novembre 2020 |
| 2  | Black Dolphin            | Delfino nero              | 23 febbraio 2019 | 19 novembre 2020 |
| 3  | Indiscretion             | Indiscrezione             | 2 marzo 2019     | 20 novembre 2020 |
| 4  | It's a Ravenzo           | È una Ravenzo             | 9 marzo 2019     | 20 novembre 2020 |
| 5  | Life and Limb            | Vita e arti               | 16 marzo 2019    | 23 novembre 2020 |
| 6  | Stay of Execution        | Soggiorno di esecuzione   | 30 marzo 2019    | 23 novembre 2020 |
| 7  | Prima                    | Prima                     | 13 aprile 2019   | 24 novembre 2020 |
| 8  | Black Triad              | La Triade oscura          | 20 aprile 2019   | 24 novembre 2020 |
| 9  | Broken Record            | Disco rotto               | 27 aprile 2019   | 25 novembre 2020 |
| 10 | Unfit                    | Inadatto                  | 4 maggio 2019    | 25 novembre 2020 |
| 11 | Truth and Reconciliation | Verità e riconciliazione  | 11 maggio 2019   | 26 novembre 2020 |
| 12 | Playing God              | Far finta di essere Dio   | 18 maggio 2019   | 26 novembre 2020 |
| 13 | Story of Another Day     | Storia di un altro giorno | 25 maggio 2019   | 27 novembre 2020 |